# Teofilo Yldefonso
Teofilo Yldefonso (né le 5 novembre 1903 et décédé le 19 juin 1942) est un ancien nageur philippin. Il est le premier Philippin à remporter une médaille olympique.

## Biographie
Premier philippin médaillé olympique et premier à avoir remporté deux médailles, Teofilo Yldefonso mourut dans les bras de son frère Teodoro au camp de concentration japonais de Capas en 1942 après avoir subi la marche de la mort de Bataan. Il s’était engagé dans le 57ème régiment d’infanterie des Philippine Scouts en 1922.
Il entre à l'International Swimming Hall of Fame en 2010.

## Jeux olympiques
- Jeux olympiques d'été de 1928 à Amsterdam 
  -  Médaille de bronze sur 200m brasse.
- Jeux olympiques d'été de 1932 à Los Angeles 
  -  Médaille de bronze sur 200m brasse.